# Barjon
Barjon ist eine französische Gemeinde mit 34 Einwohnern (Stand: 1. Januar 2022) im Département Côte-d’Or in der Region Bourgogne-Franche-Comté. Sie gehört zum Arrondissement Dijon und zum Kanton Is-sur-Tille. Die Einwohner werden Barjonnais genannt.

## Geographie
Barjon liegt etwa 32 Kilometer nördlich von Dijon auf dem Plateau von Langres. Umgeben wird Barjon von den Gemeinden Fraignot-et-Vesvrotte im Norden, Avot im Osten, Poiseul-lès-Saulx im Südosten und Süden, Le Meix im Süden und Südwesten sowie Salives im Westen. 

## Bevölkerungsentwicklung
| Jahr                       | 1962 | 1968 | 1975 | 1982 | 1990 | 1999 | 2006 | 2013 | 2019 |
| Einwohner                  | 42   | 42   | 32   | 32   | 34   | 37   | 41   | 36   | 42   |
| Quellen: Cassini und INSEE |      |      |      |      |      |      |      |      |      |

## Sehenswürdigkeiten
- Kirche Saint-Frodulphe (auch: Saint-Frou), Portal aus dem 14. Jahrhundert
- Kapelle Saint-Frodulphe beim Friedhof
- Schloss Barjon aus dem 18. Jahrhundert

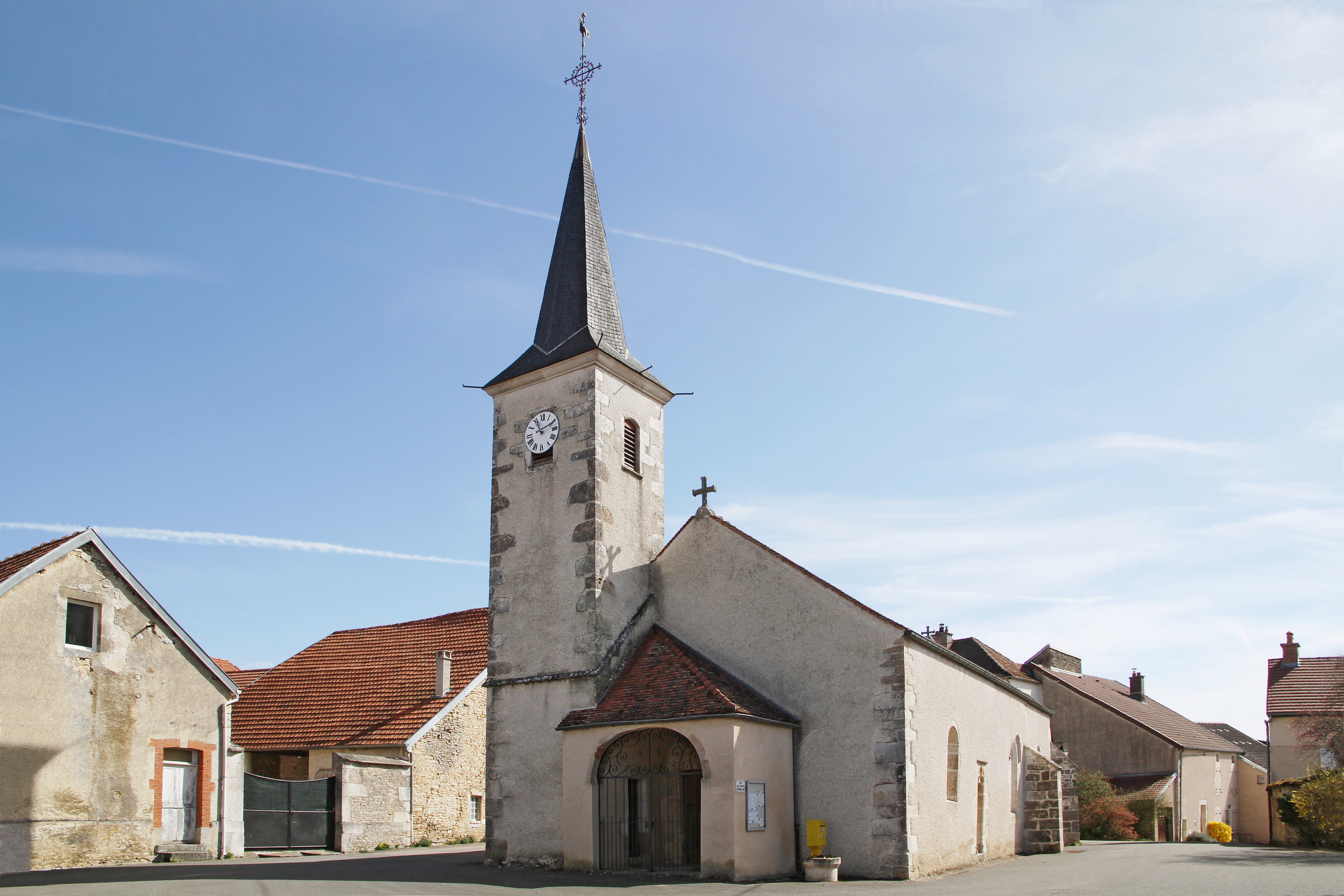
Kirche Saint-Frodulphe
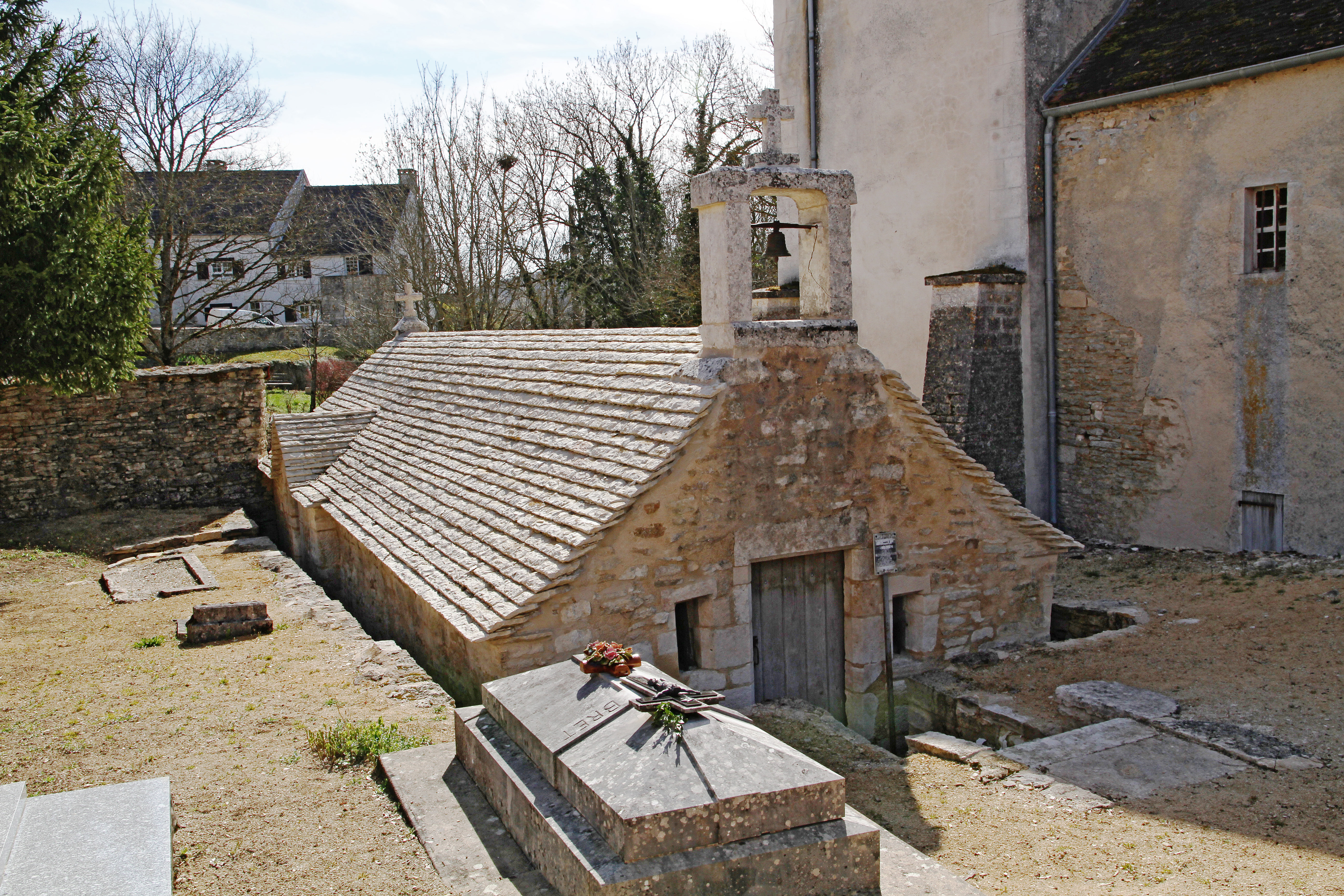
Kapelle Saint-Frodulphe
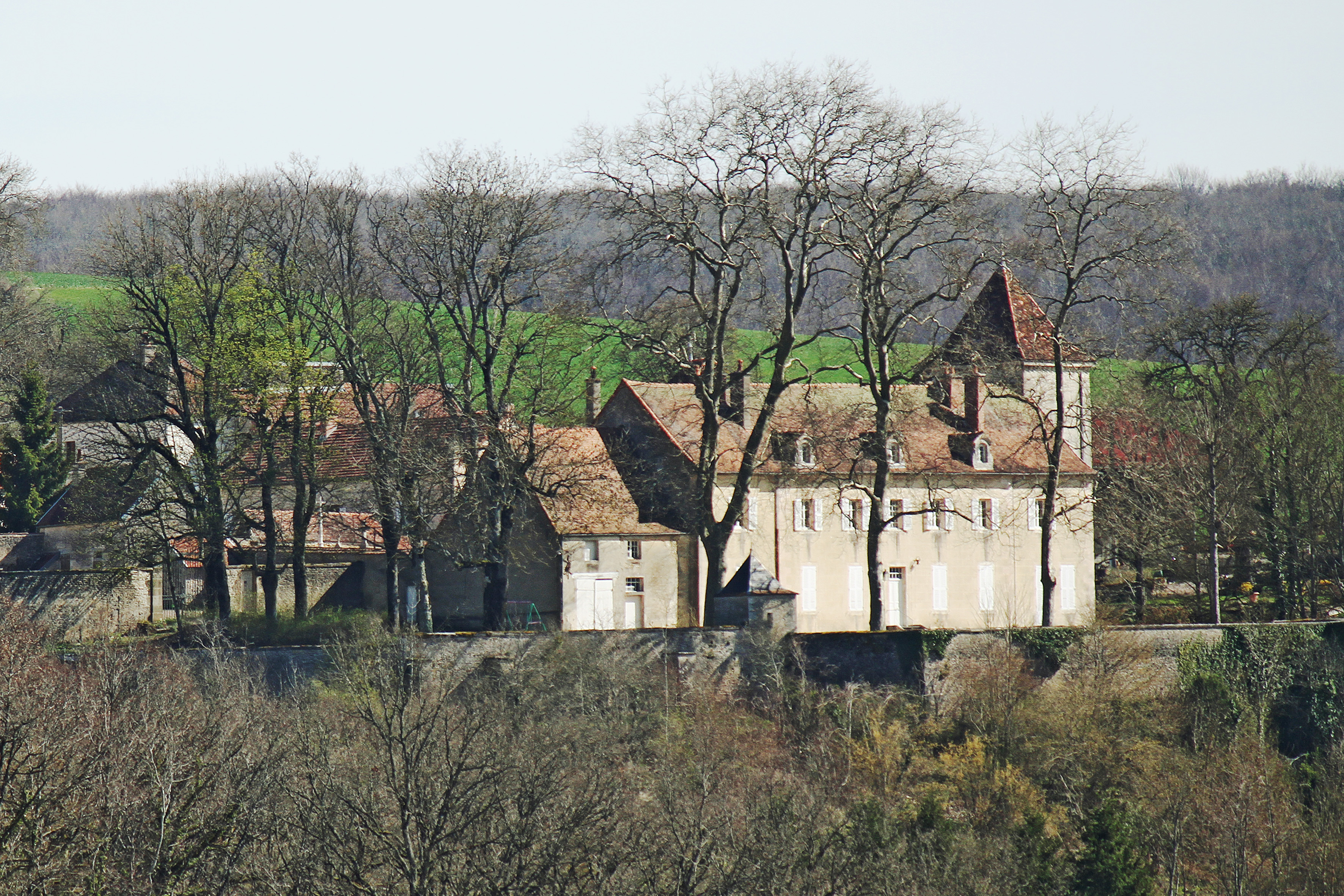
Schloss Barjon